# Ophiophyllum concinnus
Ophiophyllum concinnus är en ormstjärneart som beskrevs av Litvinova 1981. Ophiophyllum concinnus ingår i släktet Ophiophyllum och familjen fransormstjärnor. Inga underarter finns listade i Catalogue of Life.